# Willem Andriessen
Willem Andriessen (Haarlem, 25 octobre 1887 – Amsterdam, 29 mars 1964) est un pianiste et compositeur néerlandais. Le petit nombre de ses œuvres — en raison des exigences de son activité d'interprète et d'enseignant — a néanmoins reçu un certain nombre de prix de composition en Belgique néerlandophone et aux Pays-Bas.

## Biographie
Issu d'une famille de musiciens, Willem Andriessen étudie au Conservatoire d'Amsterdam, le piano avec Jean-Baptiste de Pauw (nl), la musique de chambre avec Julius Röntgen et la composition avec Bernard Zweers. En 1908, il obtient un prix de piano avec réussite exceptionnelle. 
Il apparaît ensuite fréquemment en concert aux Pays-Bas et remarqué pour ses interprétations de Bach, Mozart, Beethoven et Schumann. Il joue néanmoins des œuvres pour piano de ses contemporains, tels que Debussy, Ravel, Bartók, Pijper et donne la première hollandaise des Nuits dans les jardins d'Espagne de Manuel de Falla.
Andriessen enseigne au Conservatoire royal de La Haye entre 1910 et 1918, puis à l'école de musique de Rotterdam après 1924. Il est nommé directeur du Conservatoire d'Amsterdam, de 1937 à 1953. Il donne également pour la diffusion à la radio des concerts, avec l'analyse des compositions. En 1942, à la suite de l'occupation nazie des Pays-Bas, Andriessen et son frère Hendrik sont emprisonnés pendant un an. Durant cette période, pour redonner le moral aux prisonniers, Willem donne des conférences-concerts.

## Œuvres

### Orchestre
- Ouverture (1905)
- Concerto pour piano en ré bémol majeur (1908)
- Scherzo, Hei, t was dans de Mei (1912, R/1956)

### Chorale
- Messe (1914-16)
- Sub tuum praesidium (1943, pour chœur d'hommes)
- Salve coeli digna (1944)
- Ave Maria (1954, pour chœur de femmes)
- Exsultate deo (1954)
- Missa brevis (1963)

### Lieder
- 4 liederen (1906)
- Bruidsliederen (1909)
- 3 liederen (1909)
- 3 liederen (1911)
- 2 liederen (1913)

### Piano
- Sonate (1934)
- Praeludia (1942-50)
- Sonatine (1945)
- Prélude (1960, pour la main gauche)

## Sources
- (en) Jos Wouters, Ronald Vermeulen et Elmer Schönberger, « Andriessen, Willem », dans Stanley Sadie (éd.), The New Grove Dictionary of Music and Musicians, vol. 29, Londres, Macmillan, 2001, 2e éd., 25 000 p. (ISBN 9780195170672, lire en ligne)